# Agada
Agada (hebrejsky אַגָּדָה‎) nebo též hagada (הַגָּדָה), doslova „legenda“, je označení pro ty pasáže židovských biblických komentářů, které nemají právní charakter. Tyto pasáže jsou nedílnou součástí jak Talmudu, tak nejrůznějších midrašů, a mohou obsahovat nejen příběhy, legendy, životopisy či anekdoty, ale i poznatky z oblasti lékařství, filosofie, teologie a jiných oborů. Hagada, na rozdíl od halachy, není a nikdy nebyla v rámci judaismu považována za závaznou věroučnou záležitost.
Jedná se spíše o prostředek, jak rozvinout u posluchačů nebo čtenářů představivost.